# Luna 25
Luna 25 (rusky Луна 25) (dřívější název Luna-Glob) byla automatická sonda ruského lunárního programu a první ruskou lunární sondu vyrobenou v NPO Lavočkina. Jménem odkazovala na dřívější program Luna. Úkolem sondy mělo být vyzkoušení technologie přistání a průzkum měsíčního povrchu sondy na jižním pólu Měsíce.
Mise odstartovala 10. srpna 2023, sonda se 16. srpna dostala na orbitu Měsíce, ovšem zanikla při nárazu na povrch Měsíce, když se 19. srpna dostala na neplánovanou oběžnou dráhu.

## Historie
První plány přišly v roce 1998 s dvěma designy sondy. Projekt byl obnoven v roce 2011. Sonda se původně měla skládat z orbiteru a přistávacího modulu s robotickým ramenem pro vzorky půdy a případně vrtací nástroj. Po přepracování projektu se sonda změnila na přistávací modul, jehož primárním úkolem bylo vyzkoušet přistávací techniku, ale také měl zkoumat okolí v místě přistání.
Sonda Luna 25 měla podle původních plánů odstartovat již v roce 2016, ale kvůli nedostatku financí byl let odložen na rok 2019. I tento termín však byl posunut, protože se objevily problémy s inerciální měřící jednotkou (BIB) od společnosti NPO Lavočkina. Jednotka BIB je potřebná k zajištění řízení dráhy mezi Zemí a Měsícem. Dalším řešením byl velmi podobný systém BIUS-L, vyvinutý moskevským NPT AP. Tento systém byl připravený až k únoru 2020.

## Průběh mise
Mise odstartovala 10. srpna 2023 ve 23:11 UTC na raketě Sojuz 2 z kosmodromu Vostočnyj, 16. srpna se sonda dostala na orbitu Měsíce a přistát měla o pět dní později.
Dne 19. srpna došlo k nestandardní situaci při manévru pro dosažení finální dráhy před přistávacím manévrem. Dráha se musela změnit na elipsu, přičemž nejbližší vzdálenost k Měsíci byla 18 km a nejdelší 100 km. 
Hlavní motor Luny 25 nevypnul po plánovaných 84 sekundách, ale běžel 127 sekund, což zpomalilo sondu natolik, že se zřítila. Roskosmos uvedl, že ztratil kontakt se sondou 47 minut po zážehu motoru. 
20. srpna bylo potvrzeno, že došlo k nárazu sondy na povrch Měsíce. Bude sestavena meziresortní komise, která nehodu prošetří.

## Vědecký náklad
Sonda nesla 30 kg ruských vědeckých přístrojů. Švédský LINA-XSAN pro měření plazmatu a neutrálních látek kvůli odkladům již odletěl na čínské sondě Čchang-e 4. Pilot-D agentury ESA, byl ze sondy odstraněn v dubnu 2022, demonstrativní nástroj měl sbírat data pro přistání dalších misí a nebyl tedy součástí operačního systému sondy.
Osm hlavních vědeckých nástrojů bylo:
- ADRON-LR, aktivní analýza povrchu neutrony a gama zářením
- ARIES-L, měření plazmy v exosféře
- LASMA-LR, laserový hmotnostní spektrometr
- LIS-TV-RPM, fotografování a infračervená spektrometrie minerálů
- PmL, měření prachu a mikro-meteoritů
- THERMO-L, měření tepelných vlastností povrchu
- STS-L, panoramatické a lokální fotografování
- Laser retroreflektor, měření odrazů světla